# La vie en rose
«La vie en rose» («La vida en rosa») es la canción insignia de la cantante francesa Édith Piaf. La letra de esta canción habla de un hombre del que está enamorada y de las sensaciones que le produce cuando lo abraza, cuando le susurra "palabras de amor" y de cómo todo ello hace que sus "penas se vayan". Es una canción sumamente popular que ha tenido numerosas reversiones por parte de artistas de distintos géneros y regiones del mundo, algunas de las cuales han sido importantes éxitos comerciales. 

## Historia
Édith Piaf popularizó la canción en 1946. La letra fue escrita por Piaf y la melodía por Louiguy (Louis Gugliemi). Inicialmente, los compañeros de Piaf y su equipo de compositores no creyeron que la canción fuese a ser un éxito, pero se convirtió en una de las favoritas del público.  Mack David escribiría posteriormente la versión en inglés. Debido a su popularidad, la canción apareció en la mayor parte de los álbumes posteriores de Piaf. Un documental de 1998 sobre Édith Piaf se tituló La vie en rose, lo mismo que el título en español de la película biográfica de 2007 La môme (con la que Marion Cotillard recibió un Oscar a la mejor actriz por retratar a Piaf en la película desde la edad de 19 años hasta su muerte, a los 47).
La canción ingresó al Grammy Hall of Fame en 1998.

## Versión de Grace Jones
«La Vie en rose» es el tercer sencillo de la cantante y actriz de Jamaica Grace Jones, su primer sencillo en Island Records después de haber firmado con el sello y lanzado su álbum debut Portafolio en 1977. La versión sencillo fue editada en su mayor parte, la versión del álbum original no tiene más de siete minutos de duración. La interpretación bastante radical de bossa nova y de música disco de Jones de la canción insignia de Édith Piaf se convirtió en su primer éxito internacional único y un elemento básico de su repertorio, y más tarde la integró como parte de su “A Man One Show” de 1981, por entonces la única pista de su época disco que se incluiría en el show. La grabación de Jones de “La Vie en rose” se lanzó como sencillo en 1977, en 1980, en 1982 y en 1985. El sencillo finalmente alcanzó el puesto # 12 en las listas británicas cuando fue lanzado nuevamente como un doble en la cara A con “Pull Up a la defensa” en 1985. La versión de Thalia en el año 1992 es una copia de ´la versión de Grace Jones y fue famosa en el mercado latino y considerada un clásico en la generación pop de la década de los 90.

## Lista de canciones
- US 7" sencillo (1977)  IS-098

1. «La Vie en rose» (7" Versión)  - 3:34
2. «I Need A Man»  - 3:22

- CA 7" sencillo (1977)  IS-098

1. «La Vie en rose» (7" Versión)  - 3:35
2. «I Need A Man»  - 3:22

- GE 12" sencillo (1980) Island 600 266-213

1. «La Vie en rose»  - 7:27
2. «I Need A Man»  - 3:22

- IT 7" sencillo (1977)

1. «La Vie en rose»
2. «Tomorrow»

- CA 12" promo (1982)  IS 865

1. «La Vie en rose» - 7:24
2. «My Jamaican Guy»
3. «Pull Up To The Bumper»

- US 12" sencillo (1985)

1. «La Vie en rose»  - 7:24
2. «Nipple To The Bottle» - 5:55
3. «Pull Up To The Bumper» (Remix) - 6:29
4. «Demolition Man»  - 4:04

| Carta (1977)                       | Mejor posición |
| ---------------------------------- | -------------- |
| Dinamarca                          | 1              |
| España                             | 20             |
| Europa                             | 1              |
| Holanda                            | 4              |
| Italia                             | 3              |
| U.S. Billboard Hot Dance Club Play | 10             |

## Versión de Donna Summer
La cantante estadounidense Donna Summer hizo La Vie en rose en 1993 para el álbum tributo Homenaje a Édith Piaf, publicado en Francia y en los Estados Unidos, en la que varias estrellas contemporáneas registraron interpretaciones de algunas de las canciones más conocidas de Edith Piaf.
Lanzadas tanto en vinilo y CD, la versión americana del álbum y solo contienen una mezcla diferente de las versiones de sintetizador basado y la versión francesa. Estas versiones se encuentran entre las más buscadas después de los coleccionistas de Summer. 

### Lista de canciones (CD sencillo - Francia)
1. «La Vie en rose» (EE. UU. Radio Mix - Remixed Humberto Gatica) - 3:43
2. «La Vie en rose» (Full Mix Bass - Remixed de Colin Peter Ward y Carl) - 4:25
3. «La Vie en rose» (Extended Mix Alma - Remixed de Colin Peter Ward y Carl) - 7:40
4. «La Vie en rose» (Stringapella Mix - Remixed de Colin Peter Ward y Carl) - 5:43

En los Estados Unidos, sólo una variedad de remixes de DJ Chris Cox.

## Otras versiones notables
"La vie en rose" ha sido grabada, interpretada en películas o espectáculos y/o cantada en vivo en recitales y conciertos artistas como Amália Rodrigues, Andrea Bocelli, Ali project, Aretha Franklin, Audrey Hepburn, BB King, Bette Midler, Bing Crosby, Céline Dion, Cristin Milioti, Cyndi Lauper, Connie Francis, Dalida, Daniela Andrade, Dean Martin, Guadalupe Pineda, Ella Fitzgerald, Herb Alpert, Iggy Pop, IZ*ONE, Jack Nicholson, José Carreras, Josephine Baker, Julio Iglesias, Katherine Jenkins, Kaya, Lady Gaga, Liza Minnelli, Louis Armstrong, Luciano Pavarotti, Madeleine Peyroux, Madonna, María Fernanda Aldana, Marlene Dietrich, Manolo Otero, Melissa Manchester, Melody Gardot, Michael Bublé, Mxmtoon, Mon Laferte, Pablo Alborán, Paula Cole, Petula Clark, Plácido Domingo, Raquel Bitton, Richard Clayderman, Roko, Shirley Bassey, Soraya Arnelas, Esteman, Taco, Tatsuro Yamashita, Thalia, Los Tres Tenores, Tony Bennett y k.d. lang, Ute Lemper, Yves Montand, Zaz y Sole Giménez.

## En otras obras

### Como la música en las películas
- Stage Fright (1950)
- By the Light of the Silvery Moon (1953)
- Sabrina (1954)
- The Cheap Detective (1978)
- Bull Durham (1988)
- Christo in Paris (1990)
- Prêt-à-Porter (1994)
- Natural Born Killers (1994)
- French Kiss (1995)
- Sabrina (1995)
- Saving Private Ryan (1998)
- A Soldier's Daughter Never Cries (1998)
- Summer of Sam (1999)
- Flip's Sorry (2002)
- Something's Gotta Give (2003)
- Jeux d'enfants (2003)
- La notte di Totò  (2003)
- View from the Top (2003)
- Modigliani (2004)
- A World Without Thieves (2004)
- Lord of War (2005)
- Valiant (2005)
- The Yacoubian Building (2006)
- Piaf: Her Story. Her Songs (2006)
- Mister Lonely (2007)
- La Môme (2007)
- Fred Claus (2007)
- Jellyfish (2007)
- The Bucket List (2007)
- WALL·E (2008)
- The Wackness (2008)
- Chrístabel Bertrand (2008)
- Map of the Sounds of Tokyo (2009)
- A Star Is Born (2018)

### Como la música de otros medios de comunicación
- "La Vie en rose" apareció en el programa de televisión I Love Lucy en el episodio titulado "Aniversario de Hollywood" justo antes de Desi Arnaz cantara la canción "El Vals del Aniversario".
- Barbara Feldon cantó "La Vie en rose" en un episodio de 1966 de Get Smart titulado "Casablanca".
- "La Vie en rose" apareció en el programa de televisión Lois y Clark: Las Nuevas Aventuras de Supermanen el episodio titulado "Pheromone, My Lovely".
- "La Vie en rose" aparece en un episodio de El Cazador Reliquia titulado "Memorias de Montmartre".
- En "Cold Stones" (Episodio 76 de Los Soprano), Rosalie Aprile tararea una versión gutural de "La Vie en rose" para consolar a Carmela Soprano.
- En "How I Met Your Mother" (Episodio 200 "How Your Mother Met Me"), The Mother (Cristin Millioti) hace una interpretación de "La Vie en rose" al final del episodio, tocando el ukulele.
- La canción ha aparecido en múltiples episodios de la serie Los Simpson.
- Aparece en el contenido descargable del videojuego de 2013 BioShock Infinite.

### Otras referencias a la canción
- Es mencionada en la novela de John Boyne, El niño con el pijama de rayas.
- Letras de la canción se citan en la novela de Albert Cohen, "Bella del señor" (Capítulo LVI).

- Fue también el nombre de 'buque dique en Mobile Suit Zeta Gundam y Mobile Suit Gundam.
- El título de la película Ma vie en rose literalmente se traduciría como "Mi vida en rosa", y se refiere, en el contexto de su visión particular, para el travestismo de un niño de siete años de hombre a mujer transexual.